# Кошарите
Кошарите е село в Западна България. То се намира в община Радомир, област Перник.